# Teapacks
Teapacks (hebr. טיפקס) – izraelski zespół rockowy założony w 1988 roku, reprezentant Izraela w 52. Konkursie Piosenki Eurowizji w 2007 roku.

## Historia
Zespół został założony w 1988 roku w Sederot, leżącym w południowych peryferii Izraela. Początkowo grupa nosiła nazwę Tippex, która nawiązywała do płynu do zmazywania, co miało symbolizować „wymazywanie różnic między ludźmi”. Później muzycy zmienili nazwę na Teapacks, po tym, jak dowiedzieli się o problemie z wdychaniem zapachu płynu przez studentów, co powodowało uszkodzenie mózgu. 
Grupa zagrała swój pierwszy koncert w audytorium Kibbutz w Dorot.
W 1992 roku zespół wydał swój debiutancki album zatytułowany Szwil klipot hagarinim, a rok później – płytę pt. Ha’acharon wa’asiron hatachton. W ciągu następnych dziesięciu lat ukazały się kolejne albumy zespołu: Hachajim szelcha w’laffa (1995), Chlawim lo nowchim w’jarok (1996), Neszika ladod (1997), Disco menajek (1999) i Joszwim w’veit kafeh (2001). 

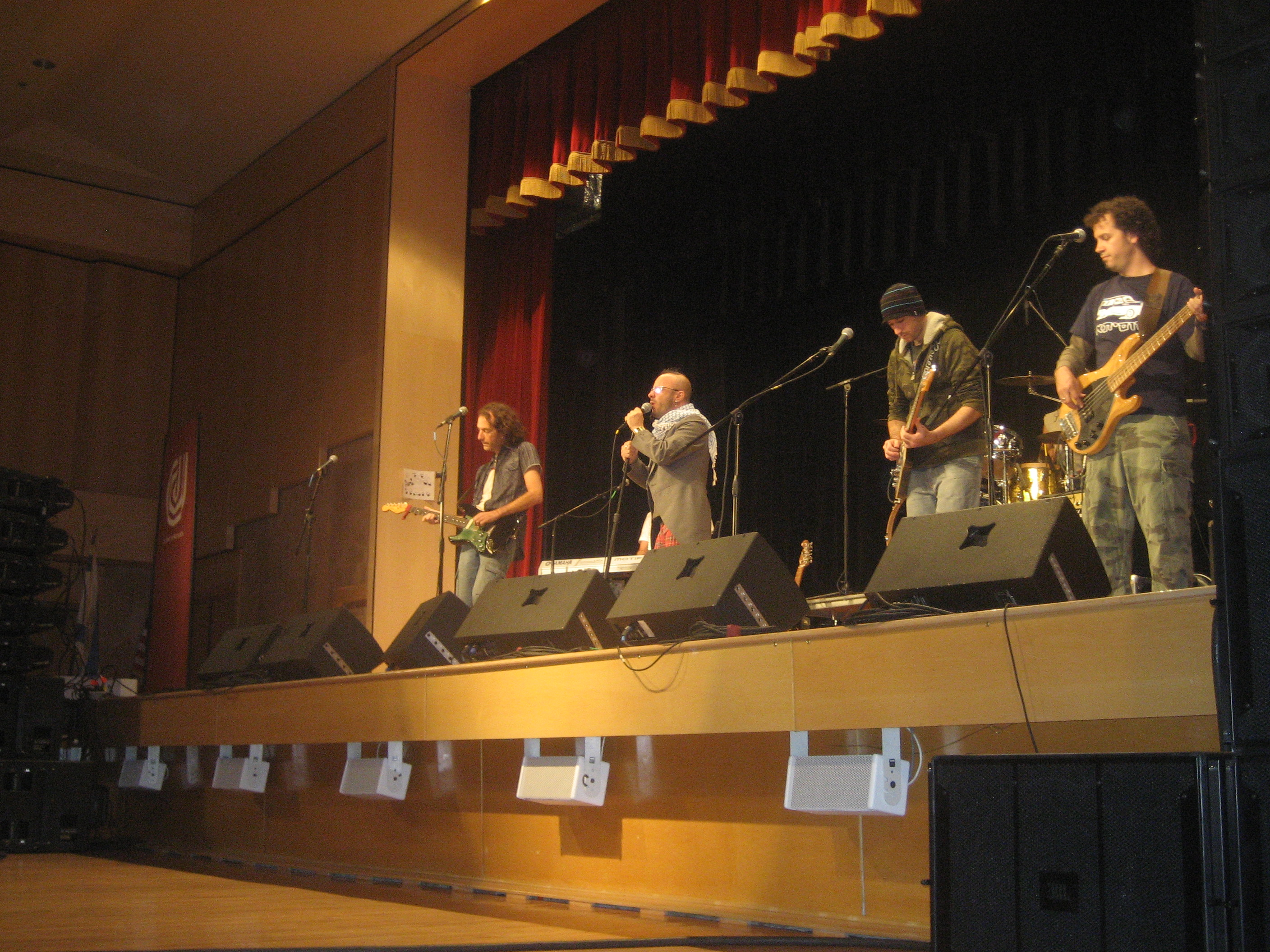
Teapacks podczas koncertu w 2007 roku

W 2003 roku grupa wydała swój pierwszy album kompilacyjny, zatytułowany Chol halehitim, na którym znalazły się najpopularniejsze utwory w jej dorobku. Trzy lata później ukazał się ósmy album studyjny zespołu, pt. Radio/Musika/Iwrit.
W 2007 roku muzycy zostali wybrani wewnętrznie na reprezentantów Izraela w 52. Konkursie Piosenki Eurowizji. Pod koniec lutego wzięli udział w specjalnym koncercie selekcyjnym, podczas którego wykonali cztery propozycje: „Salam salami”, „Twelve Points”, „Voulez vous” i „Push the Button”, który jednogłośnie wygrał finał, dzięki czemu został propozycją zespołu na konkurs organizowany w Helsinkach. Piosenka wzbudziła kontrowersje z powodu politycznych nawiązań w tekście, w tym m.in. do irańskiego programu nuklearnego i zagrożenia wojną nuklearną ze strony Iranu. Zostali jednak dopuszczeni do udziału w konkursie i 10 maja wystąpili jako drudzy w kolejności w półfinale widowiska, w którym zajęli ostatecznie 24. miejsce na 28 uczestników, przez co nie zakwalifikowali się do finału. W październiku Kobi Oz, lider zespołu, wyznał: nie chcieliśmy być postrzegani jako kompromitujący się prowincjonalni Żydzi, którzy próbują zadowolić świat miłą muzyką i tekstem. Zajęliśmy swoje stanowisko i ich zagięliśmy. Dla nas to było zwycięstwo. 
W styczniu 2009 roku zespół zawiesił działalność. W 2013 roku muzycy zdecydowali się na odnowienie współpracy.

## Dyskografia
| - Szwil klipot hagarinim (1992) - Ha’acharon wa’asiron hatachton (1993) - Hachajim szelcha w’laffa (1995) - Chlawim lo nowchim w’jarok (1996) - Neszika ladod (1997) - Disco Menayek (1999) - Joszwim w’veit kafeh (2001) - Radio/Musika/Iwrit (2006) | - Ha'etzev Avar Lagur Kan (1998) - Chol halehitim (2003) |